# Mezinárodní letiště Matky Terezy Tirana
Mezinárodní letiště Matky Terezy Tirana (IATA: TIA, ICAO: LATI), albánsky Aeroporti Ndërkombëtar i Tiranës Nënë Tereza, je jedno ze dvou mezinárodních letišť v Albánii. Je také označováno jako Mezinárodní letiště Rinas, protože leží v obci Rinas, 11 km od albánské metropole Tirany. V roce 2001 bylo pojmenováno po Matce Tereze.

## Popis a moderní historie
Letiště má jeden moderní terminál s bohatým vybavením, kontrolní věž a hangáry. Jedna betonová přistávací a vzletová dráha o délce 2735 metrů je situovaná směrem k severu.
Po investicích, které provedlo mezinárodní letiště Tirana SHPK, konsorcium vedené společností Hochtief AirPort, bylo vybavení a zařízení letiště výrazně modernizováno. Společnost Hochtief převzala správu letiště 23. dubna 2005 na dvacetileté koncesní období.
Koncese zahrnovala výstavbu zcela nového terminálu pro cestující a různá zlepšení infrastruktury, mimo jiné výstavbu nové příjezdové silnice, nových parkovišť a mostu přes starou příjezdovou silnici na letiště.
V roce 2023 letiště prošlo více než 7,2 milionu cestujících, čímž překonalo své prognózy pro tento rok. Tato statistika znamená výrazný nárůst o 40 % oproti předchozímu roku 2022 a o 117 % oproti roku 2019.

## Galerie
- Letecký pohled na letištní budovu
- Nová letištní budova
- Socha Matky Terezy před letištěm